# Hôtel du Tertre de Sancé
L'hôtel du Tertre de Sancé est situé à Château-Gontier, en France.

## Localisation
L'hôtel est situé sur la commune de Château-Gontier, située dans le département de la Mayenne en région Pays de la Loire.

## Description
L'hôtel du Tertre de Sancé est un hôtel particulier comprenant un jardin, réaménagé au début du XVIIIe siècle à partir d'un logis antérieur.

## Historique
Il fait l'objet d'une inscription au titre des monuments historiques par arrêté du 3 février 1993. Il appartient aujourd'hui à la famille de Gérin-Ricard[réf. nécessaire].